# Crângeni
Crângeni è un comune della Romania di 3 310 abitanti, ubicato nel distretto di Teleorman, nella regione storica della Muntenia.
Il comune è formato dall'unione di 4 villaggi: Balta Sărată, Crângeni, Dorobanțu, Stejaru.